# Pea Ridge (Floryda)
Pea Ridge – jednostka osadnicza w Stanach Zjednoczonych, w stanie Floryda, w hrabstwie Santa Rosa.